# Collegio di Beverley and Holderness
Beverley and Holderness è un collegio elettorale inglese della Camera dei comuni del Parlamento del Regno Unito, situato nell'Humberside, nella regione dello Yorkshire e Humber. Elegge un membro del Parlamento con il sistema maggioritario a turno unico. Il rappresentante del collegio dal 2005 è il conservatore Graham Stuart.

## Estensione

Beverley and Holderness dal 2010 al 2024

- 1997–2010: i ward dell'East Yorkshire Borough of Beverley di Cherry Holme, Leconfield, Leven, Minster North, Minster South, Molescroft, St Mary’s East, St Mary’s West, Tickton, Walkington e Woodmansey e il Borough of Holderness.
- 2010–2024: i ward del Distretto di East Riding of Yorkshire di Beverley Rural, Mid Holderness, Minster and Woodmansey, North Holderness, St Mary’s, South East Holderness e South West Holderness.
- dal 2024: i ward del Distretto di East Riding of Yorkshire di Beverley Rural, Mid Holderness, Minster and Woodmansey, St Mary’s, South East Holderness e South West Holderness.[1]

Per le elezioni generali del 2010 furono apportate alcune modifiche minori al collegio; la parrocchia civile di Brandesburton fu passata al collegio di East Yorkshire e Woodmansey a Haltemprice and Howden. Middleton on the Wolds fu invece spostata nel collegio da East Yorkshire e Newbald da Haltemprice and Howden.

## Membri del Parlamento
| Elezione | Elezione      | Deputato   | Partito      |
| -------- | ------------- | ---------- | ------------ |
|          | 1997          | James Cran | Conservatore |
| 2005     | Graham Stuart |            | Conservatore |

## Risultati elettorali

### Elezioni negli anni 2020
| Partito                    | Partito                                   | Candidato                  | Risultati 4 luglio 2024 | Risultati 4 luglio 2024 |
| Partito                    | Partito                                   | Candidato                  | Voti                    | %                       |
| -------------------------- | ----------------------------------------- | -------------------------- | ----------------------- | ----------------------- |
|                            | Conservatore                              | Graham Stuart              | 15 501                  | 34,53                   |
|                            | Laburista                                 | Margaret Pinder            | 15 377                  | 34,25                   |
|                            | Reform UK                                 | Andrew Smith               | 8 198                   | 18,26                   |
|                            | Lib Dem                                   | Denis Healy                | 3 386                   | 7,54                    |
|                            | Verdi                                     | Jonathan Stephenson        | 1 647                   | 3,67                    |
|                            | Yorkshire                                 | George McManus             | 625                     | 1,39                    |
|                            | Social Democratico                        | Chris Collin               | 89                      | 0,20                    |
|                            | Alliance for Democracy and Freedom        | John Ottaway               | 74                      | 0,16                    |
|                            |                                           |                            |                         |                         |
| Iscritti                   | Iscritti                                  | Iscritti                   | 71 994                  | 100,00                  |
| ↳ Votanti (% su iscritti)  | ↳ Votanti (% su iscritti)                 | ↳ Votanti (% su iscritti)  | 44 897                  | 62,36                   |
| ↳ Astenuti (% su iscritti) | ↳ Astenuti (% su iscritti)                | ↳ Astenuti (% su iscritti) | 27 097                  | 37,64                   |
|                            |                                           |                            |                         |                         |
|                            | Esito: collegio confermato a Conservatore |                            |                         |                         |

### Elezioni negli anni 2010
| Partito                    | Partito                                   | Candidato                  | Risultati 12 dicembre 2019 | Risultati 12 dicembre 2019 |
| Partito                    | Partito                                   | Candidato                  | Voti                       | %                          |
| -------------------------- | ----------------------------------------- | -------------------------- | -------------------------- | -------------------------- |
|                            | Conservatore                              | Graham Stuart              | 33 250                     | 62,10                      |
|                            | Laburista                                 | Chloe Hopkins              | 12 802                     | 23,91                      |
|                            | Lib Dem                                   | Denis Healy                | 4 671                      | 8,72                       |
|                            | Yorkshire                                 | Andy Shead                 | 1 441                      | 2,69                       |
|                            | Verdi                                     | Isabel Pires               | 1 378                      | 2,57                       |
|                            |                                           |                            |                            |                            |
| Iscritti                   | Iscritti                                  | Iscritti                   | 79 696                     | 100,00                     |
| ↳ Votanti (% su iscritti)  | ↳ Votanti (% su iscritti)                 | ↳ Votanti (% su iscritti)  | 53 542                     | 67,18                      |
| ↳ Astenuti (% su iscritti) | ↳ Astenuti (% su iscritti)                | ↳ Astenuti (% su iscritti) | 26 154                     | 32,82                      |
|                            |                                           |                            |                            |                            |
|                            | Esito: collegio confermato a Conservatore |                            |                            |                            |

| Partito                    | Partito                                   | Candidato                  | Risultati 8 giugno 2017 | Risultati 8 giugno 2017 |
| Partito                    | Partito                                   | Candidato                  | Voti                    | %                       |
| -------------------------- | ----------------------------------------- | -------------------------- | ----------------------- | ----------------------- |
|                            | Conservatore                              | Graham Stuart              | 32 499                  | 58,37                   |
|                            | Laburista                                 | Johanna Boal               | 18 457                  | 33,15                   |
|                            | Lib Dem                                   | Denis Healy                | 2 808                   | 5,04                    |
|                            | Yorkshire                                 | Lee Walton                 | 1 158                   | 2,08                    |
|                            | Verdi                                     | Richard Howarth            | 756                     | 1,36                    |
|                            |                                           |                            |                         |                         |
| Iscritti                   | Iscritti                                  | Iscritti                   | 80 258                  | 100,00                  |
| ↳ Votanti (% su iscritti)  | ↳ Votanti (% su iscritti)                 | ↳ Votanti (% su iscritti)  | 55 678                  | 69,37                   |
| ↳ Astenuti (% su iscritti) | ↳ Astenuti (% su iscritti)                | ↳ Astenuti (% su iscritti) | 24 580                  | 30,63                   |
|                            |                                           |                            |                         |                         |
|                            | Esito: collegio confermato a Conservatore |                            |                         |                         |

| Partito                    | Partito                                   | Candidato                  | Risultati 7 maggio 2015 | Risultati 7 maggio 2015 |
| Partito                    | Partito                                   | Candidato                  | Voti                    | %                       |
| -------------------------- | ----------------------------------------- | -------------------------- | ----------------------- | ----------------------- |
|                            | Conservatore                              | Graham Stuart              | 25 363                  | 48,15                   |
|                            | Laburista                                 | Margaret Pinder            | 13 160                  | 24,98                   |
|                            | UKIP                                      | Gary Shores                | 8 794                   | 16,69                   |
|                            | Lib Dem                                   | Denis Healy                | 2 900                   | 5,51                    |
|                            | Verdi                                     | Richard Howarth            | 1 802                   | 3,42                    |
|                            | Yorkshire                                 | Lee Walton                 | 658                     | 1,25                    |
|                            |                                           |                            |                         |                         |
| Iscritti                   | Iscritti                                  | Iscritti                   | 80 792                  | 100,00                  |
| ↳ Votanti (% su iscritti)  | ↳ Votanti (% su iscritti)                 | ↳ Votanti (% su iscritti)  | 52 677                  | 65,20                   |
| ↳ Astenuti (% su iscritti) | ↳ Astenuti (% su iscritti)                | ↳ Astenuti (% su iscritti) | 28 115                  | 34,80                   |
|                            |                                           |                            |                         |                         |
|                            | Esito: collegio confermato a Conservatore |                            |                         |                         |

| Partito                    | Partito                                   | Candidato                  | Risultati 6 maggio 2010 | Risultati 6 maggio 2010 |
| Partito                    | Partito                                   | Candidato                  | Voti                    | %                       |
| -------------------------- | ----------------------------------------- | -------------------------- | ----------------------- | ----------------------- |
|                            | Conservatore                              | Graham Stuart              | 25 063                  | 47,11                   |
|                            | Lib Dem                                   | Craig Dobson               | 12 076                  | 22,70                   |
|                            | Laburista                                 | Ian Saunders               | 11 224                  | 21,10                   |
|                            | BNP                                       | Neil Whitelam              | 2 080                   | 3,91                    |
|                            | UKIP                                      | Andy Horsfield             | 1 845                   | 3,47                    |
|                            | Verdi                                     | Bill Rigby                 | 686                     | 1,29                    |
|                            | Indipendente                              | Ron Hughes                 | 225                     | 0,42                    |
|                            |                                           |                            |                         |                         |
| Iscritti                   | Iscritti                                  | Iscritti                   | 79 639                  | 100,00                  |
| ↳ Votanti (% su iscritti)  | ↳ Votanti (% su iscritti)                 | ↳ Votanti (% su iscritti)  | 53 199                  | 66,80                   |
| ↳ Astenuti (% su iscritti) | ↳ Astenuti (% su iscritti)                | ↳ Astenuti (% su iscritti) | 26 440                  | 33,20                   |
|                            |                                           |                            |                         |                         |
|                            | Esito: collegio confermato a Conservatore |                            |                         |                         |

### Elezioni negli anni 2000
| Partito                    | Partito                                   | Candidato                  | Risultati 5 maggio 2005 | Risultati 5 maggio 2005 |
| Partito                    | Partito                                   | Candidato                  | Voti                    | %                       |
| -------------------------- | ----------------------------------------- | -------------------------- | ----------------------- | ----------------------- |
|                            | Conservatore                              | Graham Stuart              | 20 435                  | 40,70                   |
|                            | Laburista                                 | George McManus             | 17 854                  | 35,56                   |
|                            | Lib Dem                                   | Stewart Willie             | 9 578                   | 19,08                   |
|                            | UKIP                                      | Oliver Marriott            | 2 336                   | 4,65                    |
|                            |                                           |                            |                         |                         |
| Iscritti                   | Iscritti                                  | Iscritti                   | 77 473                  | 100,00                  |
| ↳ Votanti (% su iscritti)  | ↳ Votanti (% su iscritti)                 | ↳ Votanti (% su iscritti)  | 50 203                  | 64,80                   |
| ↳ Astenuti (% su iscritti) | ↳ Astenuti (% su iscritti)                | ↳ Astenuti (% su iscritti) | 27 270                  | 35,20                   |
|                            |                                           |                            |                         |                         |
|                            | Esito: collegio confermato a Conservatore |                            |                         |                         |

| Partito                    | Partito                                   | Candidato                  | Risultati 7 giugno 2001 | Risultati 7 giugno 2001 |
| Partito                    | Partito                                   | Candidato                  | Voti                    | %                       |
| -------------------------- | ----------------------------------------- | -------------------------- | ----------------------- | ----------------------- |
|                            | Conservatore                              | James Cran                 | 19 168                  | 41,33                   |
|                            | Laburista                                 | Pippa Langford             | 18 387                  | 39,65                   |
|                            | Lib Dem                                   | Stewart Willie             | 7 356                   | 15,86                   |
|                            | UKIP                                      | Stephen Wallis             | 1 464                   | 3,16                    |
|                            |                                           |                            |                         |                         |
| Iscritti                   | Iscritti                                  | Iscritti                   | 74 798                  | 100,00                  |
| ↳ Votanti (% su iscritti)  | ↳ Votanti (% su iscritti)                 | ↳ Votanti (% su iscritti)  | 46 375                  | 62,00                   |
| ↳ Astenuti (% su iscritti) | ↳ Astenuti (% su iscritti)                | ↳ Astenuti (% su iscritti) | 28 423                  | 38,00                   |
|                            |                                           |                            |                         |                         |
|                            | Esito: collegio confermato a Conservatore |                            |                         |                         |

### Elezioni negli anni 1990
| Partito                    | Partito                                         | Candidato                  | Risultati 1º maggio 1997 | Risultati 1º maggio 1997 |
| Partito                    | Partito                                         | Candidato                  | Voti                     | %                        |
| -------------------------- | ----------------------------------------------- | -------------------------- | ------------------------ | ------------------------ |
|                            | Conservatore                                    | James Cran                 | 21 629                   | 41,17                    |
|                            | Laburista                                       | Norman O'Neill             | 20 418                   | 38,87                    |
|                            | Lib Dem                                         | John Melling               | 9 689                    | 18,44                    |
|                            | UKIP                                            | David Barley               | 685                      | 1,30                     |
|                            | Natural Law                                     | Stewart Withers            | 111                      | 0,21                     |
|                            |                                                 |                            |                          |                          |
| Iscritti                   | Iscritti                                        | Iscritti                   | 72 074                   | 100,00                   |
| ↳ Votanti (% su iscritti)  | ↳ Votanti (% su iscritti)                       | ↳ Votanti (% su iscritti)  | 52 542                   | 72,90                    |
| ↳ Astenuti (% su iscritti) | ↳ Astenuti (% su iscritti)                      | ↳ Astenuti (% su iscritti) | 19 532                   | 27,10                    |
|                            |                                                 |                            |                          |                          |
|                            | Esito: collegio a Conservatore (nuovo collegio) |                            |                          |                          |

## Risultati dei referendum

### Referendum sulla permanenza del Regno Unito nell'Unione europea del 2016
|             | Collegio                | Lasciare UE % | Rimanere in UE % |
| ----------- | ----------------------- | ------------- | ---------------- |
|             | Beverley and Holderness | 58,7%         | 41,3%            |
| Inghilterra | 53,3%                   | 46,7%         |                  |
| Regno Unito | 51,9%                   | 48,1%         |                  |